# Nikogaios Tigranjan

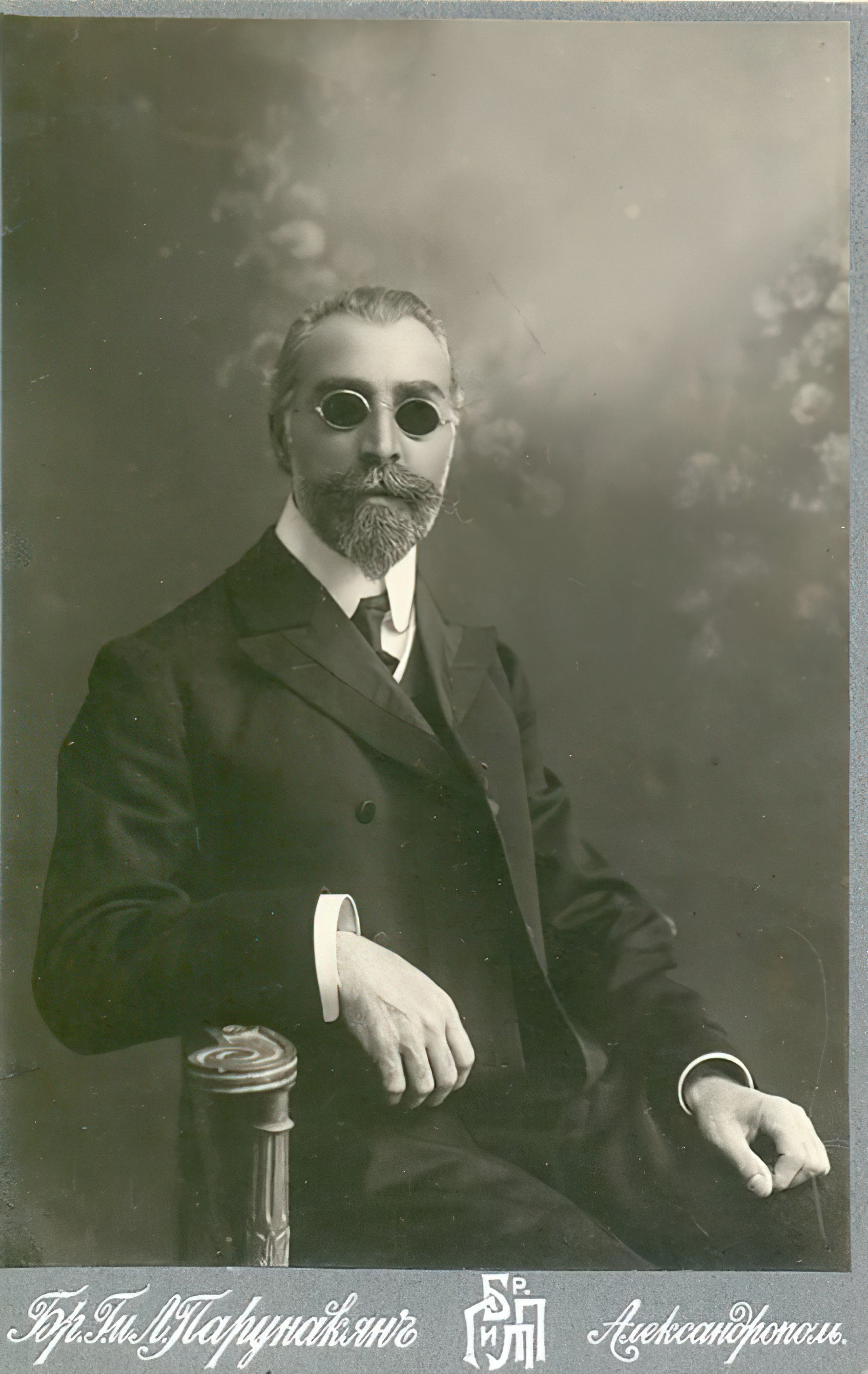
Nikoghayos Tigranian

Nikogaios Tigranjan (armenisch Նիկողայոս Թադևոսի Տիգրանյան, russisch Никогайос Тигранян, auch Николай Фаддеевич Тигранов Nikolai Faddejewitsch Tiganow; * 19. Augustjul. / 31. August 1856greg.in Alexandropol, Russisches Kaiserreich, heute Gjumri, Armenien; † 17. Februar 1951 in Jerewan, Armenische SSR, Sowjetunion) war ein armenischer Komponist, Pianist, Musikpädagoge und Folklorist.

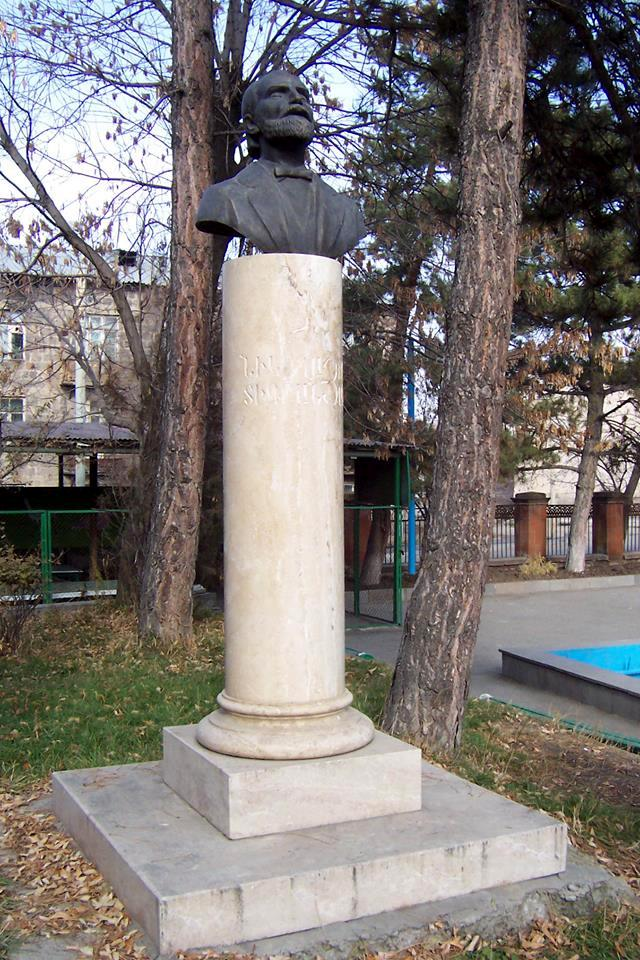
Nikoghayos Tigranian, Denkmal

## Leben
Nikogaios Tigranjan wuchs in einer gebildeten, kunstsinnigen Familie auf und nahm schon von früher Kindheit am Musikleben seiner Geburtsstadt Alexandropol teil. Im Alter von neun Jahren verlor er sein Augenlicht. Von 1873 bis 1880 studierte am Blindeninstitut in Wien. Hier wurde er in Musiktheorie und vom Pianisten Wilhelm Schenner ausgebildet, der auch am Wiener Konservatorium unterrichtete. In Wien erlernte er neben der Musik auch verschiedene Sprachen. 1880 ging er zurück nach Alexandropol. Er begann hier Lieder und Tänze für Klavier zu bearbeiten. 1887 veröffentlichte er seine erste Sammlung Transkaukasische Lieder und Volkstänze für Klavier. Es war das erste Mal, dass die traditionelle Musik Transkaukasiens für europäische Instrumente übertragen wurde. 1893 studierte er in Sankt Petersburg Komposition bei Nikolai Feopemptowitsch Solowjow und Nikolai Andrejewitsch Rimski-Korsakow. Von 1894 an bereiste er Transkaukasien, den Kaukasus, Russland und Europa. Auf seinen Reisen unterrichtete er, trat aber auch als Pianist auf. Er sammelte traditionelle Lieder und Tänze, von denen er auch erste Tonaufnahmen machte. Vor allem sammelte er Mugham-Musik. Er verwendete sie oft im Original, verfertigte aber auch Bearbeitungen auf dem Klavier. Er war auch der erste, der diese Musik in moderne, orchestrale Musik übertrug. 1898 begegnete er in Sankt Petersburg zum ersten Mal Alexander Spendiarjan, mit dem er das Interesse für die östliche Musik teilte. Auf der Weltausstellung 1900 in Paris wurde er für das Sammeln und Fördern orientalischer Melodien mit einer Bronzemedaille ausgezeichnet. So wurden seien Tätigkeiten auf diesem Gebiet immer bekannter. In Alexandropol gründete er 1922 eine Blindenschule und wurde ihr Direktor.  1924 eröffnete er mit D. Ghazarjan eine Musikschule. Er führte dort als erster in Armenien die Brailleschrift ein. 1934 ging er nach Jerewan. In den 1930er und 1940er Jahren komponierte er Werke für verschiedene Instrumentalensembles und bearbeitete seine Klavierwerke für Orchester. Nachfolgende Komponisten wie Alexander Spendiarjan, Michail Michailowitsch Ippolitow-Iwanow und Aram Chatschaturjan verwendeten das von Tigranjan gesammelte Musikmaterial für ihre eigenen Kompositionen. 1933 wurde er zum Verdienten Künstler der Armenischen SSR und 1936 zum Helden der Arbeit ernannt. Die Kunstschule in Gyumri wurde nach Tigranjan benannt.

## Werke (Auswahl)

### Orchesterwerke
- Mugamy Tschargja, 1936
- Bajati Kurd, 1936
- Gjarejli, 1937
- Schikjasta, 1937
- Östlicher Marsch, 1937

### Kammermusik
- Schachnas für Violine und Klavier, 1895
- Bajati Schiras, Surnn trngi, Nowrus Arabi dljastrun für Streichquartett, 1936
- Lieder mit Klavierbegleitung

### Sammlungen traditioneller Musik
- Transkaukasische Volkslieder und Tänze, 1887
- Armenische Volkstänze, 1896
- Armenische Volkstänze, 1935